# تشريح اختفاء (رواية)
تشريح اختفاء هي الرواية الثانية للكاتب الليبي-الأمريكي هشام مطر الحائز على جائزة دبلن الأدبية، ونشرتها لأول مرة في عام 2011 دار فايكينج التابعة لدار بنغون للنشر.

## ملخص الرواية
يحكي الرواية عن قصة نوري المراهق الذي يعيش في المنفى مع أسرته في القاهرة. يفقد نوري، بعد وفاة والدته المفاجئة، والده كمال باشا الألفي الذي يختفي في ظروف غامضة في سويسرا ويتضح أنه اختطف من قبل نظام بلدهم (الذي لم يذكر اسمه مطلقًا). يحاول الشاب نوري التصالح مع اختفاء والده.

## الشخصيات
- نوري الألفي - الراوي الشاب
- كمال باشا الألفي "الأب" - والد نوري
- إحسان "الأم" - والدة نوري
- منى - زوجة أبو نوري
- طالب - صديق كمال باشا المقرب
- حيدر - صديق كمال باشا المقرب
- نعيمة - خادمة كمال الألفي المصرية الشابة
- هاس - الصديق السويسري المقرب لكمال باشا
- فاضل - عم نوري
- سلوى - عمة نوري
- سعاد - عمة نوري

حصلت الرواية على جائزة دبلن الأدبية عام 2013.